# Tetrabaeus americanus
Tetrabaeus americanus är en stekelart som först beskrevs av Charles Thomas Brues 1909.  Tetrabaeus americanus ingår i släktet Tetrabaeus och familjen gallmyggesteklar. Inga underarter finns listade i Catalogue of Life.